# Оберальбен
Оберальбен (нім. Oberalben) — громада в Німеччині, розташована в землі Рейнланд-Пфальц. Входить до складу району Кузель. Складова частина об'єднання громад Кузель.
Площа — 5,63 км2. Населення становить 222 ос. (станом на 31 грудня 2020).